# Critèrium Internacional 2015
El Critérium Internacional 2015 fou la 84a edició del Critérium Internacional i es disputà entre el 28 i 29 de març de 2015. La cursa forma part de l'UCI Europa Tour 2015, i fou guanyada, per segon any consecutiu, pel francès Jean-Christophe Péraud (AG2R La Mondiale), que va estar acompanyat al podi pel també francès Thibaut Pinot (FDJ) i l'italià Fabio Felline (Trek Factory Racing).
En les classificacions secundàries Felline guanyà la dels punts, Pinot la dels joves, Marco Canola (Unitedhealthcare) la de la muntanya i l'AG2R La Mondiale la dels equips.

## Equips participants
15 equips prenen part en la cursa:
- 6 World Tour: AG2R La Mondiale, FDJ, IAM Cycling, Cannondale-Garmin, Team Tinkoff-Saxo, Trek Factory Racing
- 7 equips continentals professionals: Bora-Argon 18, Bretagne-Séché Environnement, Cofidis, Cult Energy, Team Europcar, Roompot, Unitedhealthcare
- 2 equips continentals: Auber 93, Marseille 13 KTM

## Etapes
| Et. | Data       | Recorregut                         |                           | Km    | Vencedor d'etapa             | Líder de la general          | Ref.        |
| --- | ---------- | ---------------------------------- | ------------------------- | ----- | ---------------------------- | ---------------------------- | ----------- |
| 1a  | 28 de març | Porto-Vecchio - Porto-Vecchio      | Etapa plana               | 92,5  | Benjamin King (USA)          | Benjamin King (USA)          | [ 2 ] [ 3 ] |
| 2a  | 28 de març | Porto-Vecchio - Porto-Vecchio      | contrarellotge individual | 7     | Fabio Felline (ITA)          | Benjamin King (USA)          | [ 2 ] [ 4 ] |
| 3a  | 29 de març | Porto-Vecchio - Coll de l'Ospedale | Etapa de muntanya         | 189,5 | Jean-Christophe Péraud (FRA) | Jean-Christophe Péraud (FRA) | [ 1 ]       |

## Classificacions finals

### Classificació general
| Pos | Ciclista                     | Equip                        | Temps      |
| --- | ---------------------------- | ---------------------------- | ---------- |
| 1   | Jean-Christophe Péraud (FRA) | AG2R La Mondiale             | 7h 35' 45" |
| 2   | Thibaut Pinot (FRA)          | FDJ                          | + 10"      |
| 3   | Fabio Felline (ITA)          | Trek Factory Racing          | + 18"      |
| 4   | Pierrick Fédrigo (FRA)       | Bretagne-Séché Environnement | + 18"      |
| 5   | José Mendes (POR)            | Bora-Argon 18                | + 40"      |
| 6   | Jan Bakelants (BEL)          | AG2R La Mondiale             | + 41"      |
| 7   | Nicolas Edet (FRA)           | Cofidis                      | + 43"      |
| 8   | Julián Arredondo (COL)       | Trek Factory Racing          | + 44"      |
| 9   | Alexis Vuillermoz (FRA)      | AG2R La Mondiale             | + 45"      |
| 10  | Manuele Boaro (ITA)          | Team Tinkoff-Saxo            | + 46"      |

### Classificacions secundàries
| Pos | Ciclista            | Equip               | Punts |
| --- | ------------------- | ------------------- | ----- |
| 1   | Fabio Felline (ITA) | Trek Factory Racing | 24    |
| 2   | Thibaut Pinot (FRA) | FDJ                 | 19    |
| 3   | Benjamin King (USA) | Cannondale-Garmin   | 18    |

| Pos | Ciclista                | Equip              | Punts |
| --- | ----------------------- | ------------------ | ----- |
| 1   | Marco Canola (ITA)      | UnitedHealthcare   | 36    |
| 2   | Chad Haga (USA)         | Team Giant-Alpecin | 18    |
| 3   | Romain Guillemois (FRA) | Team Europcar      | 8     |

| Pos | Ciclista             | Equip               | Temps      |
| --- | -------------------- | ------------------- | ---------- |
| 1   | Thibaut Pinot (POL)  | FDJ                 | 7h 35' 55" |
| 2   | Fabio Felline (ITA)  | Trek Factory Racing | + 8"       |
| 3   | Patrick Konrad (AUT) | Bora-Argon 18       | + 53"      |

|   | Equip               | País         | Temps       |
| - | ------------------- | ------------ | ----------- |
| 1 | AG2R La Mondiale    | França       | 22h 48' 51" |
| 2 | Trek Factory Racing | Estats Units | + 59"       |
| 3 | Bora-Argon 18       | Alemanya     | + 1' 56"    |

## Evolució de les classificacions
| Etapa | Vencedor               | Classificació general  | Classificació per punts | Classificació de la muntanya | Classificació dels joves | Classificació per equips |
| ----- | ---------------------- | ---------------------- | ----------------------- | ---------------------------- | ------------------------ | ------------------------ |
| 1     | Benjamin King          | Benjamin King          | Benjamin King           | Benjamin King                | Clément Saint-Martin     | Cannondale-Garmin        |
| 2     | Fabio Felline          | Benjamin King          | Benjamin King           | Benjamin King                | Clément Saint-Martin     | Cannondale-Garmin        |
| 3     | Jean-Christophe Péraud | Jean-Christophe Péraud | Fabio Felline           | Marco Canola                 | Thibaut Pinot            | AG2R La Mondiale         |
| Final | Final                  | Jean-Christophe Péraud | Fabio Felline           | Marco Canola                 | Thibaut Pinot            | AG2R La Mondiale         |